# Donax roemeri
Donax roemeri är en musselart som beskrevs av Philippi 1849. Donax roemeri ingår i släktet Donax och familjen Donacidae. Utöver nominatformen finns också underarten D. r. protracta.